# Île d'Oléron

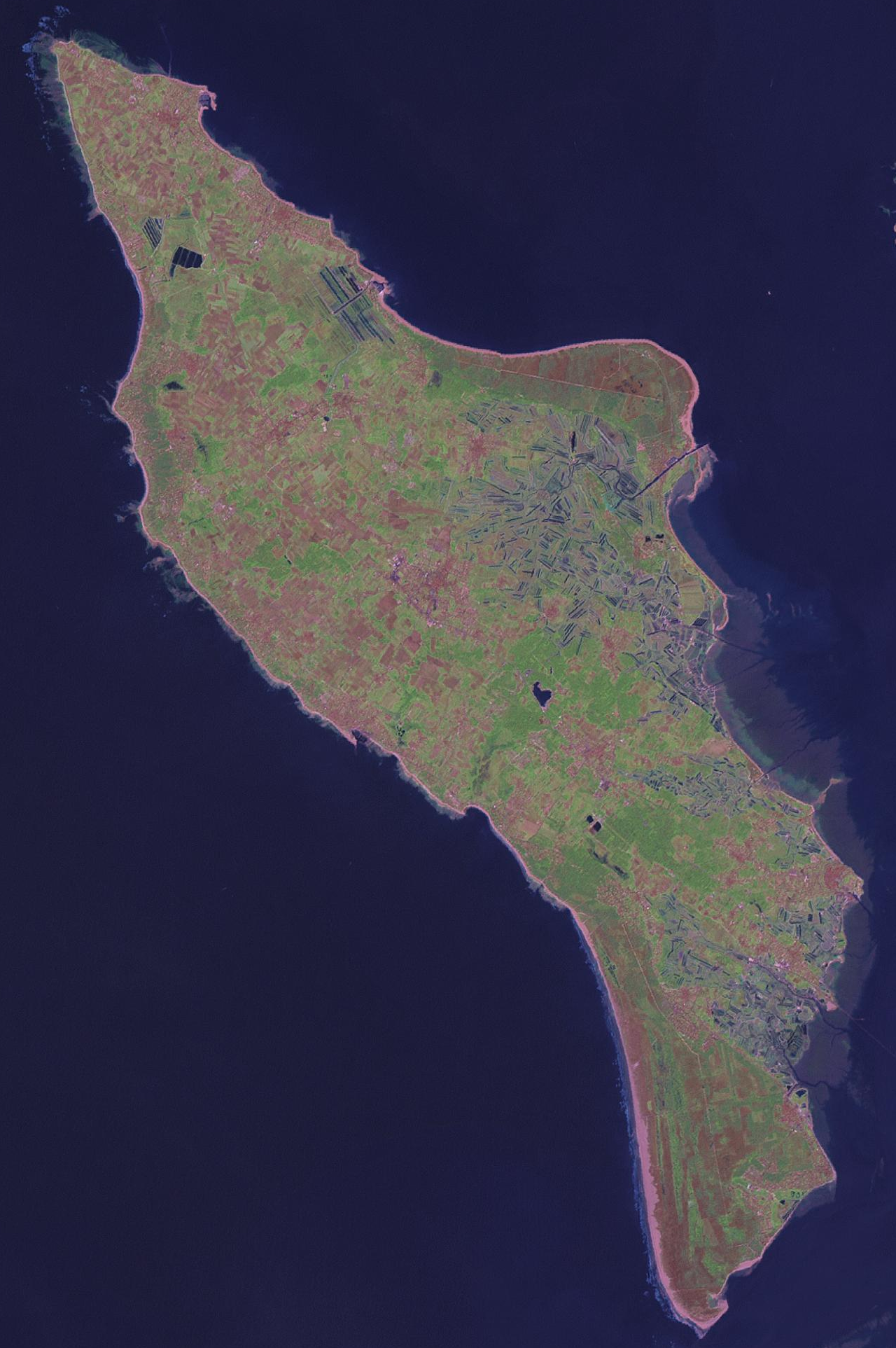
Satellietfoto van het eiland Île d'Oléron (NASA)

Île d'Oléron is een eiland bij de Franse kust dat deel uitmaakt van het departement Charente-Maritime en de regio Nieuw-Aquitanië.

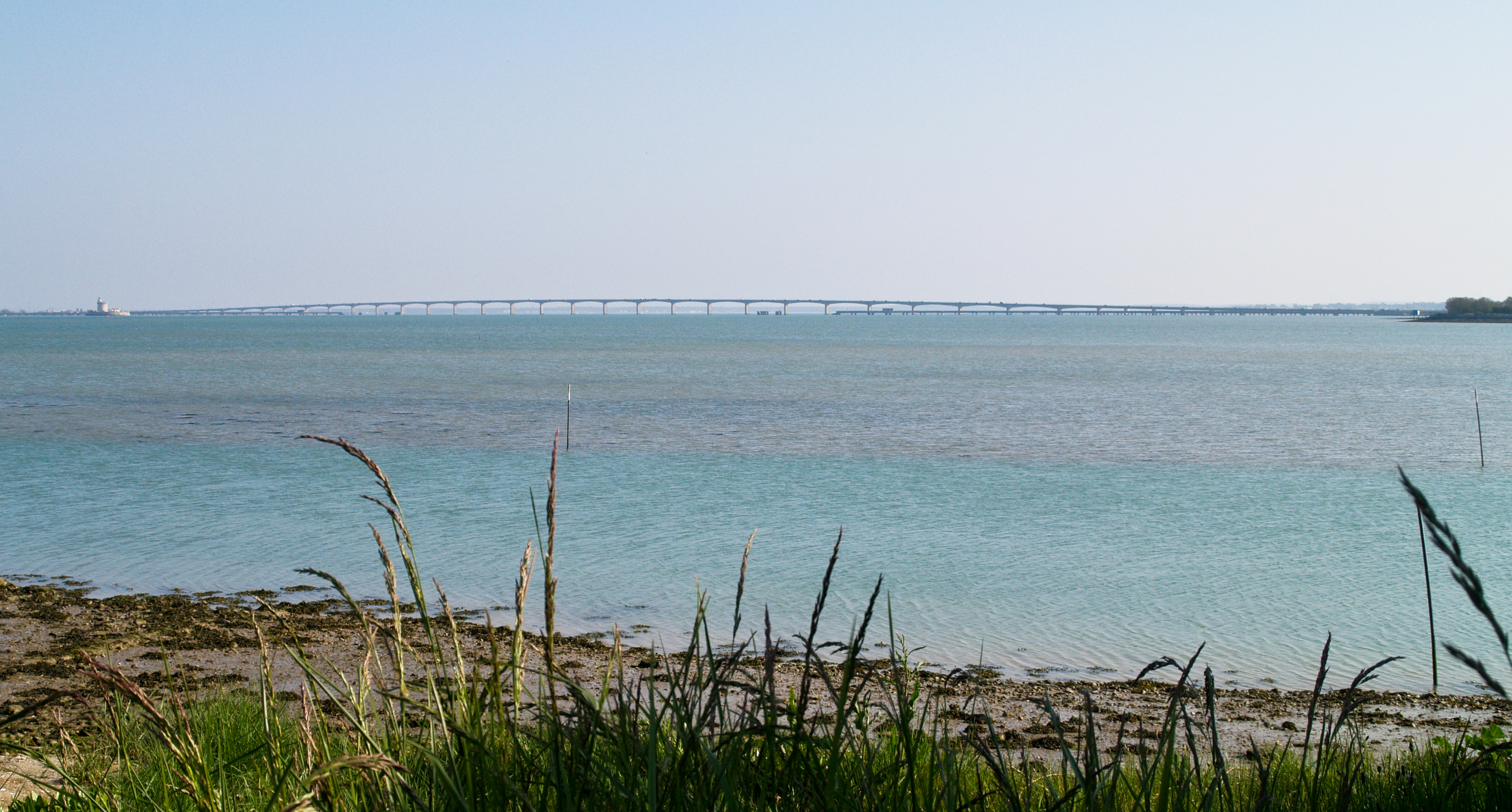
Île d'Oléron brug

Het eiland is na Corsica het grootste Franse eiland in Europa met een oppervlakte van 175 km² (circa 34 km lang en 12 km breed op het breedste punt). Het is sedert 1966 via een 3027 meter lange brug verbonden met het vasteland, waarvoor vanaf 1991 niet langer tolgeld hoeft betaald te worden. Op het eiland wonen ongeveer 21.000 mensen, die vooral actief zijn in de visserij, de oesterkweek, de wijnbouw en het toerisme. Het eiland is ook bekend omwille van zijn zoutwinning.
Het eiland is nagenoeg vlak en heeft vele zandstranden, doch ook rotskusten ter hoogte van o.a. La Cotiniere en slibbige kusten bv. ter hoogte van Saint-Trojan-les-Bains. Oostelijk van het eiland ligt het Fort Boyard, dat de doorgang tussen het Île d'Oléron en het Île d'Aix moest verdedigen.

## Geschiedenis
Vanuit Aquitanië was er in de middeleeuwen een grote wijnexport naar onder andere Engeland en Île d'Oléron nam daarin een belangrijke plaats in. Rond 1160 vaardigde Eleonora van Aquitanië op Île d'Oléron rond 1160 de Rôles d'Oléron uit, maritieme wetten die onder andere de handel regelden.
Tijdens de Tweede Wereldoorlog werd het eiland op 30 april 1945 bevrijd van de Duitse bezetting, na een invasie door 8.000 geallieerde soldaten.

## Bestuur
Het eiland is verdeeld in acht gemeenten
- La Brée-les-Bains
- Le Château-d'Oléron
- Dolus-d'Oléron
- Le Grand-Village-Plage
- Saint-Denis-d'Oléron
- Saint-Georges-d'Oléron
- Saint-Pierre-d'Oléron
- Saint-Trojan-les-Bains

- Bibliothèque nationale de France: cb15202048p (data)
- Gemeinsame Normdatei: 4075640-3
- Système universitaire de documentation: 027580237
- Virtual International Authority File: 170428423